# Ancylotropis (insecto)
Ancylotropis es un género de coleópteros de la familia Anthribidae.

## Especies
El género comprende las siguientes especies:
- Ancylotropis niveinasus Motschulsky 1874
- Ancylotropis scabrata (Motschulsky 1874)
- Ancylotropis waterhousei Jekel 1855